# US 사수올로 칼초
우니오네 스포르티바 사수올로 칼초(Unione Sportiva Sassuolo Calcio s.r.l.)는 이탈리아 에밀리아로마냐주 사수올로를 연고로 하는 축구단으로, 줄여서 사수올로로 불린다.
세리에 B 2012-13 시즌을 우승하며 클럽 역사상 처음으로 세리에 A로 승격하며 현재까지 세리에 A에 소속되어 있다.

## 역사
클럽은 1920년에 설립됐다.

### 세리에 C
오랜 기간을 하부 리그에서 보내고 결승전에서 산소비노를 격파해 승격을 한 사수올로는 2006년에 세리에 C1에 도달했다. 다음해에 사수올로는 2007년 잔 마르코 레몬디아 감독과 함께 시즌 마지막날 그로세토에게 패하여 승격 직행권을 잃고 플레이오프 준결승전에서 리그 8위였던 몬차에게 패하며 세리에 B로 승격을 아쉽게 놓치며, 세리에 B로 승격할 진지한 후보자임을 증명했다. 레몬디아는 사수올로를 떠나 피아첸차에 입단했고, 전 세리에 A 선수 마시밀리아노 알레그리가 새 감독으로 선임됐다.
알레그리의 지휘하에, 사수올로는 세리에 B로 승격을 획득하는 희망을 되찾았고 이는 마침내 2008년 4월 27일 세리에 C/A를 우승하며 사실이 되었다. 게다가 클럽 역사상 첫 세리에 B 승격이었다.

### 세리에 B
네로베르디의 2부 리그 승격 다음에, 알레그리는 세리에 A의 칼리아리의 감독 자리를 채우러 떠났다. 2008년 7월 클럽은 공석이 된 감독자리를 전 아탈란타, 시에나 감독인 안드레아 만도를리니가 다가오는 2007-08 시즌에 감독으로 선임했음을 발표했다.
사수올로는 2008-09 시즌에 환상적이고 놀라운 시작을 했고 오랜만에 승격 플레이오프 자리에 들었다. 하지만 마지막 5경기에서 단 승점 2점을 얻었고 결국에는 7위로 끝나게 됐다. 성공적인 시즌임에도 불구하고, 만도를리니는 2009년 6월에 상호협의하에 사수올로를 떠났다. 사수올로는 2009년 6월 11일에 전 피아첸차 감독 스테파노 피올리를 선임했다.
사수올로는 2009-10 시즌에 4위, 2011-12 시즌에 3위에 들어 성공적으로 세리에 B 승격 플레이오프전에 들었지만 둘 다 플레이오프 준결승점에서 탈락했다.
2012-13 시즌에 새 감독 에우세비오 디 프란체스코의 지휘하에, 사수올로는 세리에 B 우승 타이틀을 얻었고, 게다가 세리에 A 승격 직행을 하며 에밀리아의 작은 클럽이 1부 리그에 2013-14 시즌에 참여하게 됐다.

### 세리에 A
프리 시즌 기간에 사수올로는 유벤투스에 승부차기에서 패배하고 밀란을 2-1로 이긴 후 트로페오 팀 컵을 우승하였다. 이 우승은 밀란, 인테르나치오날레, 유벤투스를 제외한 다른팀의 첫 우승이었다.
2013년 8월 25일, 사수올로는 첫 세리에 A 경기를 치렀으나, 토리노 원정 경기에서 0-2 패배를 하였다. 그들의 두 번째 경기는 리보르노와의 홈경기였다. 시모네 차차가 팀의 1부리그 첫 골을 터트렸지만, 4-1로 패배를 하였다. 팀은 5번째 경기였던, 9월 25일에 열린 나폴리 원정 경기에서 얻었는데, 시즌 전반기 최고의 활약을 보이던 팀을 상대로, 차차가 동점골을 넣어 1-1를 무승부를 거두며, 1부 리그 첫 승점을 따냈다. 이 다음 경기인 9월 29일, 라치오를 상대로 2-2 무승부를 거두며 홈 경기 첫 승점을 따냈다. 2013년 10월 20일에, 홈에서 열린 볼로냐를 상대로 도메니코 베라르디와 안토니오 플로로 플로레스의 골로 2-1 승리를 거두며, 첫 승리를 따냄으로써, 강등권으로부터 탈출을 시작하였다.
사수올로는 11월 3일에 삼프도리아를 상대로 첫 원정 승리를 하였다. 베라르디는 첫 헤트트릭을 해내며 4-3 승리를 이끌었다. 다음 경기, 11월 10일에 열린 로마 원정경기에서 1-1 무승부를 거둔 이후, 강등권에서 벗어났다. 사수올로는 2014년 5월 6일에 열린 피오렌티나 원정경기에서 4-3 승리를 거뒀고 2014년 5월 11일에 열린 제노아와 리그 경기에서 4-2로 승리하며, 세리에 A 잔류를 확정하였다.

## 경기장

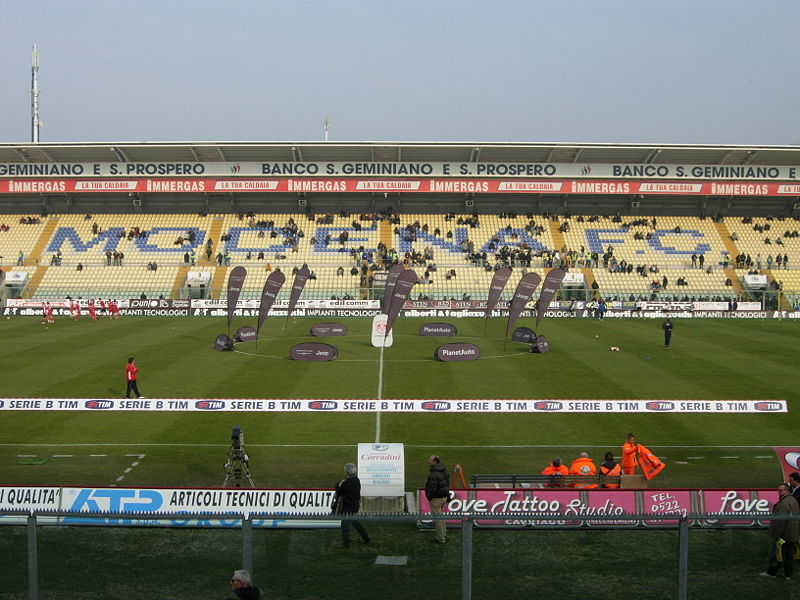
모데나에 있는 스타디오 알베르토 브라리아는 세리에 B에 있는 동안에 사수올로의 임시 홈경기가 열렸다.

원래 홈경기장은 스타디오 엔조 리치였고 여전히 훈련용으로 사용하나 관중 수용량(4000)이 적어 세리에 B에서는 모데나에 위치한 스타디오 알베르토 브라리아에서 경기를 치르고 있다.
2013-14 시즌부터, 첫 세리에 A를 치루는 사수올로는 레가 프로 프리마 디비시오네 클럽 레자나와 공유한 레조넬에밀리아에 있는 마페이 스타디움 - 치타 델 트리콜로레(전 스타디오 지질뇨)에서 경기를 치른다.

## 선수단

### 1군 선수 명단
2023년 9월 9일 기준
참고: FIFA 자격 규정에 따라 소속된 국가대표팀 국기를 표시합니다. 선수는 복수의 FIFA 비회원국 국적을 가지고 있을 수 있습니다.
| 번호 | 포지션 | 국적       | 이름                                    |
| ---- | ------ | ---------- | --------------------------------------- |
| 2    | DF     |            | 필리포 미소리                           |
| 3    | DF     |            | 마르쿠스 페데르센 (페예노르트에서 임대) |
| 5    | DF     | 크로아티아 | 마르틴 에를리치                         |
| 6    | MF     | 세르비아   | 우로시 라치치                           |
| 7    | MF     |            | 마테우스 엔히키                         |
| 8    | FW     |            | 사무엘레 물라티에리                     |
| 9    | FW     |            | 안드레아 피나몬티                       |
| 10   | FW     |            | 도메니코 베라르디 (부주장)              |
| 11   | MF     | 알바니아   | 네딤 바이라미                           |
| 13   | DF     |            | 잔 마르코 페라리 (주장)                 |
| 14   | MF     | 적도 기니  | 페드로 오비앙                           |
| 15   | FW     |            | 에밀 콘라드센 케이데                    |
| 17   | DF     | 우루과이   | 마티아스 비냐 (로마에서 임대)           |
| 19   | FW     | 우루과이   | 아구스틴 알바레스                       |

| 번호 | 포지션 | 국적 | 이름                                |
| ---- | ------ | ---- | ----------------------------------- |
| 20   | FW     |      | 사무 카스티예호 (발렌시아에서 임대) |
| 21   | DF     |      | 마티아 비티 (니스에서 임대)         |
| 22   | DF     |      | 예레미 톨리안                       |
| 23   | FW     |      | 크리스티안 볼파토                   |
| 24   | MF     |      | 다니엘 볼로카                       |
| 25   | GK     |      | 잔루카 페골로                       |
| 28   | GK     |      | 알레시오 크라뇨 (몬차에서 임대)     |
| 35   | MF     |      | 루카 리파니                         |
| 42   | MF     |      | 크리스티안 토르스트베트             |
| 44   | DF     |      | 루안 트레솔디                       |
| 45   | FW     |      | 아르망 로리엔테                     |
| 47   | GK     |      | 안드레아 콘실리 (부주장)            |
| 92   | FW     |      | 그레구아르 드프렐                   |

## 역대 감독
| 감독                | 임기        |
| ------------------- | ----------- |
| 안드레아 만도를리니 | 2008 ~ 2009 |
| 로베르토 데 제르비  | 2018 ~ 2021 |
| 파비오 그로소       | 2024 ~      |